# كربسيات
كربسيات (الاسم العلمي: Porcellionidae)، فصيلة دويبات من القشريات متماثلات الأرجل.
تحتوي هذهالفصيلة على 530 نوعًا، توجد في جميع القارات باستثناء القارة القطبية الجنوبية.